# Nisànides
La dinastia nisànida o dels nisànides o dels Banu Nisan (turc: Nisanoğulları) fou una rica família local d'Amida (Diyarbekir) que va governar a la ciutat al segle xii sota sobirania (esdevinguda nominal) dels inàlides. Muayyid al-Din Abu Ali al-Hasan ibn Ahmad ibn Nisan fou visir dels inàlides als que va arribar dominar a partir de 1142; va morir el 1156 i el va succeir el seu fill Djamal al-Dawla Kamal al-Din Abu l-Kasim Ali ibn al-Hasan. La nissaga va arribar a encunyar moneda pròpia sota Izz al-Dawla Abu Nasr (1156-1169), germà de l'anterior, que havia rebut la fortalesa d'Egil, a 30 km al nord-oest d'Amida (on el 1169 el va succeir el seu fill Asad al-Din. El 1163 l'ortúquida Kara Arsland d'Hisn Kayfa i Kharpert va atacar Amida, però va fracassar a causa d'un atac danixmendita. Djamal al-Dawla era viu encara el 1177, però era molt vell i devia morir pocs anys després, abans de 1180; el va succeir el seu fill Baha al-Din Masud. El 1183 la ciutat va ser conquerida per Saladí i la dinastia fou suprimida acusada d'haver pactat amb els nizàrides (la secta ismaïlita dels assassins).

## Llista de sobirans
- Muayyid al-Din Abu Ali al-Hasan ibn Ahmad ibn Nisan 1142-1156
- Djamal al-Dawla Kamal al-Din Abu l-Kasim Ali ibn al-Hasan 1156-vers 1179 (a Amida)
- Izz al-Dawla Abu Nasr 1156-1169 (a Egil)
- Asad al-Din 1169-1183 (a Egil)
- Baha al-Din Masud 1179-1183 (a Amida)